# Канівський район (Краснодарський край)
Канівський муніципальний район — муніципальне утворення у складі Краснодарського краю. Адміністративний центр — станиця Канівська.

## Географічне положення
Каневський район — розташован в північно-західній частині краю. Межує з Щербиновським, Старомінським, Приморсько-Ахтарським, Ленінградським і Брюховецьким районами. Зі сходу на захід район перетинають степові річки: Челбас, Середня Челбаска, Суха Челбаска, Мігути, Албаши, Бейсуг, правий Бейсужек, є на території району лимани, заповідні зони і заказники, і навіть найбільше у краї Челбаське лісництво, закладене 100 років тому ученим-лісоводом Степановим. До нашого часу там росте близько 100 порід дерев і чагарників.

## Історія
Канівський район заснований у 1924 році виходячи з постанови президії ВЦВК від 2 червня 1924 року і постанови Кубчероблвиконкома від 19 липня 1924 року.

## Адміністративно-територіальний поділ
В склад району входять 9 сільських поселень:
- Канівське — Канівська
- Красногвардейське — Красногвардеєць
- Кубанськостепне — Кубанський Степ
- Новодеревянковське — Новодеревянковська
- Новомінське — Новомінська
- Привольненське — Привольна
- Придорожне — Придорожна
- Стародеревянковське — Стародеревянковська
- Челбаське — Челбаська